# Faidherbe – Chaligny (stanice metra v Paříži)
Faidherbe – Chaligny je nepřestupní stanice pařížského metra na lince 8 na hranicích 11. a 12. obvodu v Paříži. Nachází se pod náměstím Place du Docteur-Antoine-Béclère, kde se kříží ulice Rue du Faubourg Saint-Antoine, Rue Faidherbe, Rue de Reuilly, Rue de Montreuil a Rue Chaligny.

## Historie
Stanice byla otevřena 5. května 1931 při prodloužení linky v úseku Richelieu – Drouot ↔ Porte de Charenton.

## Název
Název stanice se skládá ze dvou částí podle ulic Rue Faidherbe a Rue Chaligny. Generál Louis Léon César Faidherbe (1818–1889) byl guvernérem Senegalu a v letech 1870–1871 bojoval v Prusko-francouzské válce. Chaligny je jméno rodiny významných kovolijců původem z Lotrinska. Mezi nimi Antoine Chaligny († 1666) je autorem jezdecké sochy lotrinského vévody Karla III. v Nancy.

## Vstupy
Stanice má východy do těchto ulic:
- Rue du Faubourg Saint-Antoine
- Rue de Montreuil
- Rue Chaligny.

## Zajímavosti v okolí
- Na náměstí se nachází fontána Fontaine de Montreuil z roku 1719.
- Nedaleko se nacházela papírna Folie Titon, odkud 19. října 1783 vzlétla první montgolfiéra.